# Fisher, Arkansas
Fisher är en ort i Poinsett County i delstaten Arkansas, USA.